# Diana Wilkinson
Diana Elizabeth Wilkinson (Stockport, 17 marzo 1944) è un'ex nuotatrice britannica.
Specializzata nello stile libero, ha partecipato ai Giochi di Roma 1960, gareggiando nei 100m sl, e di Tokyo 1964, gareggiando nei 100m sl e nelle Staffette 4x100m sl.
Ai Campionati europei di nuoto del 1958, ha vinto 1 argento nella Staffetta 4×100m sl e 1 bronzo nella Staffetta 4x100m mista.
Ai Campionati europei di nuoto del 1962, ha vinto 2 argenti, rispettivamente nei 100m sl e nella Staffetta 4×100m sl, e 1 bronzo nella Staffetta 4x100m mista.